# ミハリス・コンスタンティノー
ミハリス・コンスタンティヌ（ギリシア語: Μιχάλης Κωνσταντίνου, ラテン文字表記: Michalis Konstantinou,  1978年2月19日 - ）は、キプロス・ファマグスタ地区パラリムニ出身の元同国代表サッカー選手。現役時代のポジションはFW。

## 経歴
1996-97シーズンにはキプロス・ファーストディビジョンの得点王に輝いた。ギリシャ・スーパーリーグのイラクリスFCに移籍してからも、1999-2000シーズンは22得点、2000-01シーズンは19得点を挙げた。
キプロス代表では歴代最多の32得点を挙げている。出場試合数はヨアンニス・オッカスに次いで2位である。
2012-13シーズン限りでAELリマソールを退団。2014年1月、20年間の現役生活に終止符を打つことを表明した。

## タイトル

### クラブ
パナシナイコス
- ギリシャ・スーパーリーグ : 2003–04
- キペロ・エラーダス : 2004

オリンピアコス
- ギリシャ・スーパーリーグ : 2005–06, 2006–07, 2007–08
- キペロ・エラーダス : 2006, 2008
- ギリシャ・スーパーカップ（英語版） : 2007

オモニア
- キプロス・ファーストディビジョン : 2009-10
- キプロス・カップ : 2011
- キプロス・スーパーカップ（英語版） : 2010

### 個人
- キプロス・ファーストディビジョン得点王 : 1996–97
- キペロ・エラーダスMVP : 2004, 2006

## 代表での得点
| #  | 日時           | 場所                             | 相手         | スコア | 結果 | 大会                                    |
| -- | -------------- | -------------------------------- | ------------ | ------ | ---- | --------------------------------------- |
| 1  | 1999年2月10日  | キプロス、リマソール、           | サンマリノ   | 2–0    | 4–0  | UEFA EURO 2000予選                      |
| 2  | 1999年2月10日  | キプロス、リマソール、           | サンマリノ   | 3–0    | 4–0  | UEFA EURO 2000予選                      |
| 3  | 2000年2月2日   | キプロス、リマソール、           | リトアニア   | 1–0    | 2–1  | キプロス国際大会                        |
| 4  | 2000年2月2日   | キプロス、リマソール、           | リトアニア   | 2–1    | 2–1  | キプロス国際大会                        |
| 5  | 2000年9月2日   | アンドラ、アンドラ・ラ・ベリャ、 | アンドラ     | 0–1    | 2–3  | 2002 FIFAワールドカップ・ヨーロッパ予選 |
| 6  | 2000年9月2日   | アンドラ、アンドラ・ラ・ベリャ、 | アンドラ     | 2–3    | 2–3  | 2002 FIFAワールドカップ・ヨーロッパ予選 |
| 7  | 2001年3月28日  | キプロス、リマソール、           | エストニア   | 1–0    | 2–2  | 2002 FIFAワールドカップ・ヨーロッパ予選 |
| 8  | 2001年8月15日  | エストニア、タリン、             | エストニア   | 0–1    | 2–2  | 2002 FIFAワールドカップ・ヨーロッパ予選 |
| 9  | 2001年8月15日  | エストニア、タリン、             | エストニア   | 1–2    | 2–2  | 2002 FIFAワールドカップ・ヨーロッパ予選 |
| 10 | 2001年9月5日   | キプロス、ラルナカ、             | ポルトガル   | 1–0    | 1–3  | 2002 FIFAワールドカップ・ヨーロッパ予選 |
| 11 | 2002年2月12日  | キプロス、ニコシア、             | スイス       | 1–0    | 1–1  | キプロス国際大会                        |
| 12 | 2002年2月13日  | キプロス、ニコシア、             | チェコ       | 3–3    | 3–4  | キプロス国際大会                        |
| 13 | 2003年1月29日  | キプロス、ラルナカ、             | ギリシャ     | 1–0    | 1–2  | 親善試合                                |
| 14 | 2003年4月2日   | スロベニア、リュブリャナ、       | スロベニア   | 1–1    | 4–1  | UEFA EURO 2004予選                      |
| 15 | 2003年6月7日   | マルタ共和国、タカーリ、         | マルタ       | 0–1    | 1–2  | UEFA EURO 2004予選                      |
| 16 | 2003年6月7日   | マルタ共和国、タカーリ、         | マルタ       | 0–2    | 1–2  | UEFA EURO 2004予選                      |
| 17 | 2004年8月18日  | キプロス、ニコシア、             | アルバニア   | 1–0    | 2–1  | 親善試合                                |
| 18 | 2004年8月18日  | キプロス、ニコシア、             | アルバニア   | 2–0    | 2–1  | 親善試合                                |
| 19 | 2004年9月8日   | イスラエル、ラマト・ガン、       | イスラエル   | 0–1    | 2–1  | 2006 FIFAワールドカップ・ヨーロッパ予選 |
| 20 | 2004年10月9日  | キプロス、ニコシア、             | フェロー諸島 | 1–0    | 2–2  | 2006 FIFAワールドカップ・ヨーロッパ予選 |
| 21 | 2005年8月17日  | フェロー諸島、トフティル、       | フェロー諸島 | 0–1    | 0–3  | 2006 FIFAワールドカップ・ヨーロッパ予選 |
| 22 | 2005年8月17日  | フェロー諸島、トフティル、       | フェロー諸島 | 0–2    | 0–3  | 2006 FIFAワールドカップ・ヨーロッパ予選 |
| 23 | 2006年10月7日  | キプロス、ニコシア、             | アイルランド | 1–1    | 5–2  | UEFA EURO 2008予選                      |
| 24 | 2006年10月7日  | キプロス、ニコシア、             | アイルランド | 3–2    | 5–2  | UEFA EURO 2008予選                      |
| 25 | 2007年9月8日   | キプロス、Achna、                | アルメニア   | 3–1    | 3–1  | 親善試合                                |
| 26 | 2008年10月11日 | グルジア、トビリシ、             | ジョージア   | 0–1    | 1–1  | 2010 FIFAワールドカップ・ヨーロッパ予選 |
| 27 | 2009年3月28日  | キプロス、ラルナカ、             | ジョージア   | 1–0    | 2–1  | 2010 FIFAワールドカップ・ヨーロッパ予選 |
| 28 | 2009年6月6日   | キプロス、ラルナカ、             | モンテネグロ | 1–0    | 2–2  | 2010 FIFAワールドカップ・ヨーロッパ予選 |
| 29 | 2009年10月10日 | キプロス、ラルナカ、             | ブルガリア   | 3–1    | 4–1  | 2010 FIFAワールドカップ・ヨーロッパ予選 |
| 30 | 2010年8月11日  | キプロス、ラルナカ、             | アンドラ     | 1–0    | 1–0  | 親善試合                                |
| 31 | 2010年9月3日   | ポルトガル、ギマランイス、       | ポルトガル   | 1–2    | 4–4  | UEFA EURO 2012予選                      |
| 32 | 2011年2月9日   | キプロス、Paralimni、            | ルーマニア   | 1–1    | 1–1  | キプロス国際大会                        |